# 下比斯特里
48°21′46″N 23°31′38″E / 48.36278°N 23.52722°E
下比斯特里（烏克蘭語：Нижній Бистрий），是烏克蘭的村落，位於該國西部外喀爾巴阡州，由胡斯特區負責管轄，面積119平方公里，海拔高度308米，2004年人口2,260，人口密度每平方公里18.99人。